# Thaddäus Eduard Gumprecht
Thaddäus Eduard Gumprecht (* 18. November 1801 in Posen; † 7. Dezember 1856 in Berlin) war ein deutscher Kaufmann, Naturwissenschaftler und Hochschullehrer, der vor allem in den Fachgebieten Geologie und Geographie forschte.

## Leben
Gumprecht wuchs in der preußischen Provinz Südpreußen beziehungsweise ab 1807 im unter anderem aus dieser Provinz gebildeten Herzogtum Warschau auf. Er arbeitete zunächst in seiner Heimatregion als Kaufmann und Weinhändler, betrieb in seiner Freizeit aus persönlichem Interesse aber bereits mineralogisch-geologische und geographische Studien. Im Jahr 1832 zog er nach Berlin, um dieser Leidenschaft besser nachgehen zu können. Allerdings erlitt er schon mit Mitte Dreißig einen Schlaganfall, der eine Aphasie zur Folge hatte und ihn bis ans Lebensende gesundheitlich beeinträchtigen sollte. Nach ausreichender Genesung zog er zwischenzeitlich nach Gießen und machte dort die Bekanntschaft des Professors für Chemie und Pharmazie Justus von Liebig, mit dem er sich regelmäßig austauschte.
Ab 1835 publizierte Gumprecht mehrere geologische und geographische Monographien und Aufsätze, von denen letztere unter anderem in Carl Karstens Archiv für Mineralogie, Geognosie, Bergbau und Hüttenkunde und Johann Christian Poggendorffs Annalen der Physik und Chemie veröffentlicht wurden. In Anerkennung dieser Beiträge verlieh ihm die Philosophische Fakultät der Friedrich-Wilhelms-Universität zu Berlin am 19. Juli 1838 die Ehrendoktorwürde. Fünf Jahre später wurde Gumprecht am 28. Juli 1843 an derselben Fakultät habilitiert und 1848 erhielt er dort einen Lehrauftrag als Privatdozent. Im selben Jahr übernahm er ab dem sechsten Band die Redaktion der Monatsberichte der Berliner Gesellschaft für Erdkunde und im Juli 1849 wurde er darüber hinaus als Nachfolger von Willibald Alexis Redakteur bei der Vossischen Zeitung. Aus diesem Arbeitsverhältnis schied er aber schon bald wieder aus. Ab 1853 gab er – mit Unterstützung der Gesellschaft für Erdkunde – in Nachfolge der Monatsberichte die Zeitschrift für allgemeine Erdkunde heraus, von der bis zu seinem Tode sechs Bände erschienen und zu der er selbst mehr als 100 Artikel beisteuerte.
Alsbald ließ seine schwindende Gesundheit eine regelmäßige universitäre Tätigkeit nicht mehr zu und so zog sich Gumprecht am 4. Januar 1854 aus der Lehre zurück. In der Folge geriet er in finanzielle Schwierigkeiten und musste ausschließlich von seiner literarischen Arbeit leben, weshalb er 1855 bei der J. C. Hinrichs’schen Buchhandlung in Leipzig in rascher Folge fünf populärwissenschaftliche Bücher über die Geographie und Geschichte unterschiedlicher Weltregionen und Staaten veröffentlichte. Er starb im Dezember 1856 im Alter von nur 55 Jahren an den Spätfolgen des Schlaganfalls.

## Publikationen (Auswahl)
Monographien
- Thaddäus Eduard Gumprecht: Beiträge zur geognostischen Kenntniss einiger Theile Sachsens und Böhmens. Verlag von Ernst Siegfried Mittler, Berlin, 1835.
- Thaddäus Eduard Gumprecht: Die Mineralquellen auf dem Festlande von Africa, besonders in Bezug auf ihre geognostischen Verhältnisse. Verlag Georg Reimer, Berlin, 1851.
- Thaddäus Eduard Gumprecht: Ueber Dr. H. Barth und Dr. Overwegs Untersuchungsreise nach dem Tschad-See und in das innere Africa. Verlag von Simon Schropp, Berlin, 1852.
- Thaddäus Eduard Gumprecht; Karl Eduard Meinicke: Handbuch der Geographie und Statistik von Afrika und Australien. In der Reihe: „Handbuch der Geographie und Statistik für die gebildeten Stände“, Zweiter Band, Zweite Abteilung. J. C. Hinrichs’sche Buchhandlung, Leipzig, 1853/54.
- Thaddäus Eduard Gumprecht: Das osmanische Reich in Europa, Asien und Africa. Das Königreich Griechenland. J. C. Hinrichs’sche Buchhandlung, Leipzig, 1855.
- Thaddäus Eduard Gumprecht: Das russische Reich. J. C. Hinrichs’sche Buchhandlung, Leipzig, 1855.
- Thaddäus Eduard Gumprecht: Die Königreiche Schweden und Norwegen. Das Königreich Dänemark und die Herzogthümer Schleswig, Holstein und Lauenburg. J. C. Hinrichs’sche Buchhandlung, Leipzig, 1855.
- Thaddäus Eduard Gumprecht: Statistische Tabelle und Zeittafel der Geschichte von Frankreich. J. C. Hinrichs’sche Buchhandlung, Leipzig, 1855.
- Thaddäus Eduard Gumprecht: Statistische Tabelle und Zeittafel der Geschichte von Spanien und Portugal. J. C. Hinrichs’sche Buchhandlung, Leipzig, 1855.

Fachaufsätze
- Thaddäus Eduard Gumprecht: Nephelin in Sachsen. In: Annalen der Physik und Chemie. Band 42, 1837, Seite 174.
- Thaddäus Eduard Gumprecht: Die Gränze des Granit- und Uebergangs-Gebirges zwischen Böhmisch-Brod und Klattau in Böhmen. In: Archiv für Mineralogie, Geognosie, Bergbau und Hüttenkunde. Band 10, Heft 2, 1837, Seiten 500–534.
- Thaddäus Eduard Gumprecht: Ueber einige geognostische Verhältnisse des Großherzogthums Posen und der ihm angränzenden Landstriche. In: Archiv für Mineralogie, Geognosie, Bergbau und Hüttenkunde. Band 19, 1845, Seiten 627–666.
- Thaddäus Eduard Gumprecht: Zur geognostischen Kenntniss von Pommern. In: Archiv für Mineralogie, Geognosie, Bergbau und Hüttenkunde. Band 20, 1846, Seiten 402–474.
- Thaddäus Eduard Gumprecht: Geognostischer Ueberblick Deutschlands. In: Zeitschrift des Vereins für deutsche Statistik. Erster Jahrgang, 1847, Seite 961–973; sowie Zweiter Jahrgang, 1848, Seiten 414 481–497.
- Thaddäus Eduard Gumprecht: Die vulcanische Thätigkeit auf dem Festlande Africas, in Arabien und auf den Inseln des Rothen Meeres. In: Archiv für Mineralogie, Geognosie, Bergbau und Hüttenkunde. Band 23, Heft 1, 1850, Seiten 207–410.
- Thaddäus Eduard Gumprecht: Einige Beiträge zur Geschichte der Geognosie. In: Archiv für Mineralogie, Geognosie, Bergbau und Hüttenkunde. Band 23, Heft 2, 1850, Seiten 468–576.

Kartenwerke
- Thaddäus Eduard Gumprecht; Ernst Heinrich von Dechen: Geognostische Charte von Sachsen, Schlesien, einem Theile Böhmens und der Rheinlande in 50 Blättern. Zur östlichen und westlichen Erweiterung der geognostischen Karte vom nordwestlichen Deutschland des Prof. Fr. Hoffmann. Verlag von Simon Schropp, Berlin, 1836.
- Karl Theodor Wagner; Thaddäus Eduard Gumprecht: Neuer Atlas der ganzen Erde für die gebildeten Stände und für Schulen. 27. Auflage, J. C. Hinrichs’sche Buchhandlung, Leipzig, 1854.